# Auberchicourt
Auberchicourt és un municipi francès, situat a la regió dels Alts de França, al departament del Nord. L'any 2006 tenia 4.569 habitants. Limita al nord-est amb Bruille-lez-Marchiennes, a l'est amb Aniche, al sud-est amb Émerchicourt, al sud amb Monchecourt, a l'oest amb Masny i al nord-oest amb Écaillon.

## Administració
| Període | Identitat     | Partit |
| ------- | ------------- | ------ |
| 2001-   | Gilles Grevin | PS     |